# August Placke
August Placke (fl. XX secolo) è stato un ginnasta e multiplista statunitense.

## Carriera
Placke partecipò ai Giochi olimpici di Saint Louis 1904 nelle gare di triathlon e ginnastica. Giunse undicesimo nel concorso a squadre, centoseiesimo nel concorso generale individuale, novantacinquesimo nel triathlon e novantottesimo nel concorso a tre eventi.